# Діосмектит
Діосмектит (торгівельні найменування Смекта, Смекдрал) — природний силікат алюмінію та магнію, що використовується як кишковий адсорбент у лікуванні деяких шлунково-кишкових захворювань, включаючи інфекційні та неінфекційні гострі та хронічні діареї, у тому числі підтип діареї при синдромі подразненого кишечника. Інші застосування включають: хронічну діарею, спричинену опроміненням, хімієтерапією, а також хронічну діарею, асоційовану з ВІЛ/СНІДом.
Нерозчинний у воді. Зазвичай його приймають перорально у вигляді суспензії в теплій воді. В геології він більш відомий як монтморилоніт. Діосмектит — це скорочення від «діоктаедричний смектит».

## Механізм дії
Його ефективність у покращенні консистенції випорожнень є результатом його передбачуваної здатності поглинати бактерії, віруси та токсини, а також зміцнювати слизовий бар'єр кишки для зменшення проникнення люмінесцентних антигенів через слизовий бар'єр, що, своєю чергою, допомагає зменшити запалення.
Діосмектит може бути корисною добавкою для лікування гострої дитячої діареї. Оскільки докази є «низької якості», необхідні подальші дослідження з якіснішими дизайнами, перш ніж можна буде зробити будь-які тверді рекомендації.

## Синоніми
Diosmectite, Montmorillonite, Montmorrillonite, DIMECTAL, FOTAGEL, Апсорбін, БІОНОРМ, Ентеросмектит, Смекдрал, Смекта (Smecta), Смекталія